# 伊号第六十三潜水艦
| 画像をアップロード | |
| 艦歴               | |
| 計画               | 大正12年度艦艇補充計画                                                                                              |
| 起工               | 1926年8月12日 |
| 進水               | 1927年9月28日 |
| 就役               | 1928年12月20日 |
| その後             | 1939年2月2日沈没 |
| 除籍               | 1940年6月1日 |
| 性能諸元           | |
| 排水量             | 基準：1,635トン 常備：1,800トン 水中：2,300トン                                                                     |
| 全長               | 101.00m |
| 全幅               | 7.90m |
| 吃水               | 4.90m |
| 機関               | ズルツァー式3号ディーゼル2基2軸 水上：6,800馬力 水中：1,800馬力                                                     |
| 速力               | 水上：20.0kt 水中：8.0kt                                                                                            |
| 航続距離           | 水上：10ktで10,000海里 水中：3ktで60海里                                                                            |
| 燃料               | 重油：230t |
| 乗員               | 63名 |
| 兵装               | 40口径十一年式12cm単装砲1門 留式7.7mm機銃1挺 53cm魚雷発射管 艦首6門、艦尾2門 六年式魚雷16本 Kチューブ（水中聴音機） |
| 備考               | 安全潜航深度：60m                                                                                                   |

伊号第六十三潜水艦（いごうだいろくじゅうさんせんすいかん）は、日本海軍の潜水艦。伊百五十六型潜水艦（海大III型b）の5番艦。

## 艦歴
- 1926年（大正15年）8月12日 - 佐世保海軍工廠で起工。
- 1927年（昭和2年）9月28日 - 進水
- 1928年（昭和3年）12月20日 - 竣工。佐世保鎮守府籍となり第28潜水隊を編成[2][3]。
- 1934年（昭和9年）3月20日 - 1935年11月まで予備艦となる[3]。
- 1936年（昭和11年）12月1日 - 1937年7月まで予備艦となる[3]。
- 1938年（昭和13年）6月1日 - 艦型名を伊五十三型に改正[4]。
- 1939年（昭和14年）2月2日 - 未明に豊後水道で漂泊中、僚艦「伊60」に衝突され沈没[2]。
- 1940年（昭和15年）
  - 1月22日 - 水深97mの海底から船体引き揚げ。同月29日までに殉職者の遺体の回収を終了した[5]。
  - 2月2日 - 一周忌の当日、佐世保鎮守府で合同慰霊祭を執行。
  - 6月1日 - 除籍。船体の損傷が大きく解体となる。

## 沈没事故の状況
1939年2月2日未明に、訓練のため豊後水道水ノ子島灯台西方の配備点で漂泊していた伊63の右舷補機室後部に、僚艦の伊60がほぼ直角に衝突し沈没した。艦橋にいた佐野艦長は助かったが、先任将校中島信義大尉以下81名が殉職した。伊60も艦首を損傷した。衝突の原因は伊63が配備点を誤っていたこと、伊60が伊63の右舷燈と艦尾燈を小型船舶二隻の燈火と思い込み、両燈の間を通過しようとしたことにあった。

## 歴代艦長
※『艦長たちの軍艦史』429-430頁による。

### 艤装員長
- 八代祐吉 少佐：1928年5月16日 - 1928年7月10日

### 艦長
- 八代祐吉 少佐：1928年7月10日 - 1930年11月15日
- 中島千尋 少佐：1930年11月15日 - 1931年11月14日
- 伊藤尉太郎 少佐：1931年11月14日 - 1933年11月15日
- 加藤行雄 少佐：1933年11月15日 - 1934年3月20日
- （兼）貴島盛次 少佐：1934年3月20日[8] - 1934年5月10日[9]
- （兼）後藤汎 少佐：1934年5月10日[9] - 1934年7月16日[10]
- 加藤行雄 少佐：1934年7月16日 - 1935年11月15日
- 岡田有作 少佐：1935年11月15日 - 1936年12月1日
- （兼）清水太郎 少佐：1936年12月1日 - 1937年7月31日
- 永井宏明 少佐：1937年7月31日 - 1938年11月15日[11]
- 佐野孝夫 少佐：1938年11月15日 -